# Brajkovics Márton
Otocsáni Brajkovics Márton, Brajković (horvátul: Martin Brajković) (Zengg, Osztrák Tengermellék, 1664 körül – Bécs, 1708. június 4.) magyar katolikus főpap.

## Élete
A gimnáziumot Fiumében, a filozófiát Zágrábban és Grácban, a jogot és a teológiát pedig Nagyszombatban végezte. 1693-ban teológiai doktor és Batthyány Boldizsár gróf családjánál nevelő, akinek ajánlására 1695 és 1703 között a zágrábi kanonoki hivatalt bírta. I. Lipót magyar király 1698. szeptember 6-án kinevezte Zengg-Modrusi megyés püspökké, melyben XII. Ince pápa 1699. május 30-án megerősítette. 1704. január 14-én áthelyezték a Zágrábi egyházmegye élére.
Utóda Zenggben Bedekovich Benedek, Zágrábban gróf Esterházy Imre.